# Servicio de Marshals de Estados Unidos
El Servicio de Marshals de Estados Unidos (en inglés: United States Marshals Service, o por sus siglas, USMS) es una agencia federal de policía de Estados Unidos. El Servicio de Marshals es una oficina integrada dentro del Departamento de Justicia de Estados Unidos, que opera bajo la dirección del Fiscal General, aunque tercia como brazo ejecutivo de los tribunales federales de Estados Unidos para garantizar el funcionamiento eficaz del poder judicial y la integridad de la Constitución. Es la agencia federal más antigua de Estados Unidos y fue creada por la Ley Judicial de 1789 durante la presidencia de George Washington con el nombre de Oficina del Marshal de Estados Unidos (Office of the United States Marshal). El Servicio de los Marshal de Estados Unidos, en su configuración actual, se estableció en 1969 para proporcionar orientación y asistencia a los Marshals de Estados Unidos en todos los distritos judiciales federales.
El Servicio de Marshals es responsable de la protección de los jueces así como de los funcionarios del sistema judicial. También tiene competencias en aquellas operaciones de búsqueda y captura de fugitivos, la gestión de activos criminales, la administración del programa federal de protección de testigos de Estados Unidos y el transporte de prisioneros y extranjeros bajo custodia del sistema judicial. También le compete la ejecución de órdenes de arresto y la protección de altos funcionarios gubernamentales a través de la Oficina de Operaciones de Protección. A lo largo de su historia los Marshals también han ofrecido servicios únicos de seguridad, como la protección de los estudiantes afroamericanos que se inscribieron en el Sur durante el movimiento por los derechos civiles, escolta para los convoyes de misiles LGM-30 Minuteman de la Fuerza Aérea de Estados Unidos, seguridad para el Programa Antártico de Estados Unidos y protección para la Reserva Nacional Estratégica.

## Etimología de marshal
El anglicismo 'marshal al igual que su contraparte castellana mariscal, es una palabra antigua prestada del francés normando (cf. maréchal del francés moderno), que a su vez se toma prestada del antiguo franco *marhskalk ("mozo de cuadra, guardián, sirviente"), siendo todavía evidente en el holandés medio maerscalc, marscal, y en holandés moderno maarschalk ("comandante en jefe militar"; significado influenciado por el uso francés).

## Historia
El cuerpo de los marshals' o mariscales es la institución encargada de ejecutar las provisiones legales emanadas de una autoridad gubernamental más antigua de los Estados Unidos. Nació a raíz de una ley emitida por George Washington el 24 de septiembre de 1789 (Judiciary Act), que incluía la creación de otros funcionarios judiciales. Dos años más tarde, se elegirían los primeros 16 marshal para cada uno de los distritos judiciales de la incipiente nación. A través de los años los agentes se encargarían de hacer funcionar adecuadamente las cortes federales: desde mantener los jarrones llenos con agua en las vistas públicas o asegurar la presencia de testigos, hasta ejecutar las órdenes de sentencias de muerte. 
Hasta 1865 tendrían a su cargo la ejecución del censo poblacional del país cada 10 años. Antes de la guerra civil (1850-1861) tenían la función de atrapar a los esclavos fugitivos y devolverlos a sus dueños. Durante el conflicto confiscaron las propiedades usadas como sostén de la causa de los Estados Confederados de América. Otra de tus funciones era la de perseguir espías. En los años posteriores, tendrían un rol importante en la expansión del oeste estadounidense. Entre los mariscales reconocidos de la época se encuentran Seth Bullock, Wyatt Earp, Bat Masterson, Tom Smith, entre otros. 
En 1870 fue creado el Departamento de Justicia, encargado de supervisar las actividades de los marshal. Años después, en 1896, a los agentes se les asignó un salario, pues hasta ese momento cobraban mediante un sistema de tasas según el tipo de servicio prestado.

### sigloXIX
Durante la colonización y establecimiento de la nueva frontera estadounidense, los marshals estaban encargados de la aplicación de la ley en el día a día en los territorios que no tenían un gobierno local propio. Los marshals estadounidenses jugaron un papel fundamental en mantener la ley y el orden en la era del "Viejo Oeste". Se ocuparon de la detención de forajidos como Bill Doolin y, en 1893, la infame Banda de los Dalton tras un tiroteo que resultó en la muerte de los marshals adjuntos Ham Hueston, Lafe Shadley y al miembro de la pandilla Dick Speed. Los marshals adjuntos eran vistos como héroes legendarios frente a la anarquía desenfrenada, con Wyatt Earp, Bat Masterson, Dallas Stoudenmire y Bass Reeves como ejemplos de marshals reconocidos. Bill Tilghman, Heck Thomas y Chris Madsen formaron un legendario trío de fuerzas del orden público conocido como "Los tres guardias" cuando trabajaron juntos en la vigilancia de los vastos territorios indígenas y de Oklahoma.
Antes de su derogación en 1864, la Ley de esclavos fugitivos de 1850 encargaba a los marshals que aceptaran una declaración jurada, la captura de los esclavos fugitivos.
El 26 de octubre de 1881, el marshal de los EE. UU. Virgil Earp, sus hermanos, los ayudantes de marshals Morgan y Wyatt Earp, y el marshal adjunto especial de los EE. UU. John "Doc" H. Holliday mataron a tiros a Frank, Tom McLaury y Billy Clanton en el legendario Tiroteo en el O.K. Corral en Tombstone, Arizona.
En 1894, los marshals estadounidenses ayudaron a reprimir la huelga de Pullman.

### sigloXX
En el nuevo siglo, los marshal tuvieron protagonismo en la era de prohibición del licor en los años 1920. En la década de los años 1960, fueron actores en los altercados ocasionados por la lucha de los derechos civiles, especialmente en la protección de menores afroamericanos que trataban de ingresar a las escuelas. En ese tiempo (1969) se estableció de manera institucional un cuartel de operaciones con potestad de administrar los distritos a su cargo. Hasta ese momento, los marshals eran autónomos en sus actividades.
A partir de 1979 la organización tomó a su cargo la persecución de fugitivos buscados por las autoridades federales. Otra importante función le fue asignada en 1996, con la transferencia de presos e inmigrantes ilegales. Desde 2005 ha iniciado operaciones de arrestos masivos de fugitivos.

## Misiones

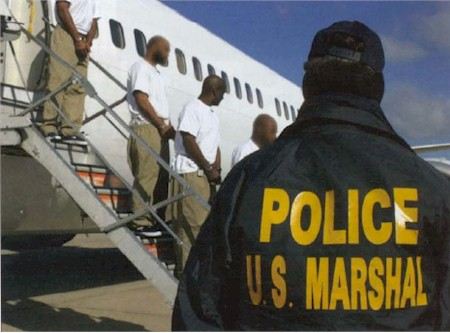
Traslado aéreo de prisioneros.

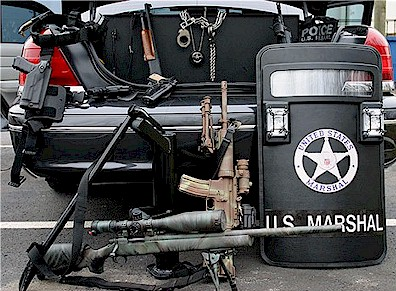
Equipo del US Marshal Service.

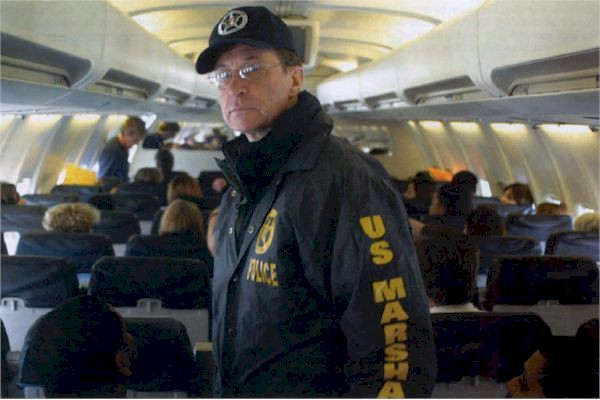
Traslado aéreo de prisioneros.

- Seguridad de los juzgados y tribunales
  - Custodia de acusados.
  - Protección de jueces, fiscales, abogados y testigos.
  - Análisis de riesgos e investigaciones.
  - Seguridad de instalaciones judiciales.
  - Vigilancias del entorno.

- Detención de fugitivos
  - Investigaciones nacionales e internacionales.
  - Operaciones conjuntas con fuerzas locales, estatales, federales o internacionales.
  - Planificación e implementación extradiciones y deportaciones.
  - Vigilancias.
  - Documentación judicial.

- Seguridad y transporte de prisioneros
  - Toma de huellas.
  - Traslados de prisioneros y acusados.
  - Inspecciones de celdas y calabozos.

- Protección de testigos
  - Protección de testigos federales.
  - Proporcionar testigos a los procesos judiciales.
  - Re documentar y recolocar testigos.

- Materiales confiscados

- Apoyo operativo
  - Emergencias.
  - Desastres naturales.
  - Auditorías e inspecciones.
  - Escolta a sistemas armamentísticos (misiles).
  - Protección gubernamental y de zonas de interés estratégico.

## Insignias

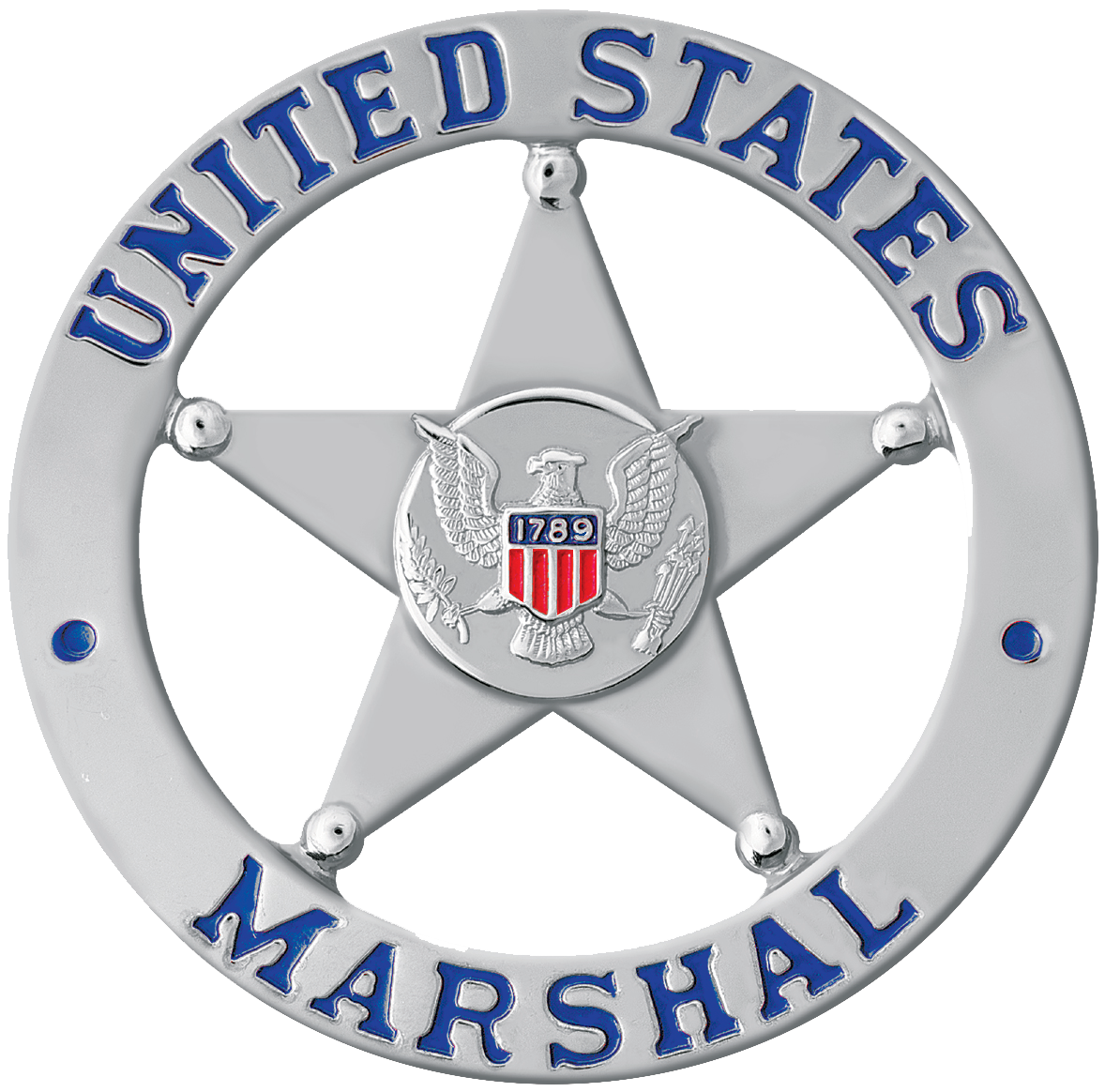
Insignia más representativa de los marshals estadounidenses.

Una placa, con la apariencia de una estrella, ha sido la insignia más representativa de esta institución. Desde 1941 fue introducida a nivel nacional su forma actual, que consiste en una estrella de cinco puntas encerrada en un círculo, y al centro un águila calva portando en una de sus garras una rama de olivo, y flechas en la otra. Antes de ese año, las insignias variaban en diferentes diseños de acuerdo al distrito donde se ejercían las funciones.
Otras identificaciones comprenden la credencial, que desde 1980 es un distintivo primordial junto a la placa; y el logo oficial, aprobado en 1968. En eventos especiales, como en la década de los años 1960, los agentes portaban brazaletes en los disturbios relativos a la segregación racial; en los años 1970 era usual una gorra identificativa de la institución. De manera informal los oficiales pueden portar tarjetas de identificación.